# Устанак Вата
Устанак Вата (Vatha или Vata), или Пагански устанак је био устанак пагана који је подигнут 1046. године у Краљевини Угарској, који је довео до свргнућа са власти тадашњег краља Петра I Орсеола, мучеништва светог Гелерта и повратка Арпадовића на мађарски престо.

## Позадина
Први хришћански краљ Мађарске, Свети Стефан, је увео хришћанство у своје краљевство. После његове смрти 1038. године, наследио га је његов нећак Петар I Орсеоло, венецијански племић.
Нови краљ је постао непопуларан у народу и међу племићима због увођења нових дажбина и превеликог страног утицаја на државне одлуке. Већина народа у мађарском краљевству је и даље била паганска и склонија старој религији, а сумњали су да Петар хоће Мађарску да одведе у окриље Светог римског царства и да тако опет изгубе независност. Током првог устанка 1041. године, Стефанов шурак Шамуел Аба је преузео круну збацивши Петра са трона. Орсеоло је тада побегао у Баварску, где је затражио помоћ од немачког краља Хајнриха III.
Пошто је годину дана након тога Абина власт изгубила на чврстини Орсеоло се уз Хајнрихову помоћ 1044. године вратио на мађарски престо, претходно поразивши снаге присталица Шамуела Абе у бици код Менфеа. Овај други долазак на престо и владавина се показала лошијом него прва и уједно је краће трајала.

## Устанак
За време владавине Шамуела Абе Вазулови синови Андраш, Бела и Левенте били су протерани из земље. Бела је отишао у Пољску а Андраш и Левенте су потражили уточиште у Кијеву. Током 1046. године Андраш и Бела су се вратили у Ујвар (данас Абаујвар) и веома брзо су стекли популарност и присталице њиховог постављања на мађарски трон. То је нарочито било изражено у паганској популацији Мађарске, иако су Андраш и Бела били хришћани, а једино Левенте паганин. По њиховом повратку почела је побуна пагана, коју су у почетку подржавали Андраш и Левенте.
Током те побуне пагански племић Вата (Vata) стекао је огромну моћ над групом побуњеника који су хтели да се Мађарска врати старој вери и да се истисне хришћанство из краљевства. Побуњеници су на челу са Ватом убијали свештенике и мађаре који су већ раније прешли у хришћанство.
Петар Орсеоло је бежао од снага побуњеника према Секешфехервару, где је био ухваћен и убијен од стране грађана а Андраш, као старији се прогласио краљем. После битке и победе Андраш и Левенте су се кренули према Пешти а бискупи Гелерт, Бистрик, Булди и Бенета су му кренули у сусрет да га поздраве.
Када су бискупи стигли до излаза из Пеште, 24. септембра, нападнути су од стране Ватиних побуњеника. Булди је одмах био каменован. Када су пагани бацали камење на Гелерта он се непрекидно крстио, што је још више разбеснело побуњенике и они су га одвели на врх Келенхеђ брда, где су га ставили у двоколице и гурнули га са литице на обале Дунава. Бестрик и Бенета су успели да побегну преко реке, али је и Бестрик подлегао ранама, једино је Бенета преживео овај напад.
Гелерт је касније проглашен свецем, због свог мућеништва и брдо са ког је бачен у понор је преименовано у Гелертово брдо (Gellért-hegy).

## Последице
Побуна Вата је била последњи велики покушај да се заустави продор хришћанства међу Мађаре. Иако је Андраш за свој успон на трон имао помоћ пагана, он никада није због тога одбацио планове за увођење и учвршчивање хришћанства у краљевству. Када се учврстио на власти, Андраш се дистанцирао од Вате и пагана, али их није казнио због побуне.